# Роберто Моранцоні
Роберто Моранцоні (італ. Roberto Moranzoni; 5 жовтня 1880, Барі — 14 грудня 1959, Дезіо) — італійський диригент.
Працював у Пізі, потім у США, де в 1917—1924 роках керував постановками італійського репертуару в Метрополітен Опера, а потім у 1924—1929 роках був диригентом Чиказької міської опери.
Діяльність Моранцоні в Нью-Йорку отримала суперечливі оцінки: деякі фахівці розцінюють період його роботи як лихоліття між відходом з Метрополітен Артуро Тосканіні і приходом у неї Тулліо Серафіна, інший дослідник характеризує його як кваліфікованого, але невротичного. Тим не менш, саме Моранцоні належить честь прем'єрного виконання оперного триптиха Джакомо Пуччіні («Плащ», «Джанні Скіккі», «Сестра Анжеліка»), що відбувся 14 грудня 1918, — рецензент відзначав високопрофесійну роботу диригента.